# Vellahn
Vellahn är en kommun och ort i Landkreis Ludwigslust-Parchim i förbundslandet Mecklenburg-Vorpommern i Tyskland.
De tidigare kommunerna Banzin, Bennin, Camin, Kloddram, Melkof och Rodenwalde uppgick i Vellahn 13 juni 2004.
Kommunen ingår i kommunalförbundet Amt Zarrentin tillsammans med kommunerna Gallin, Kogel, Lüttow-Valluhn och Zarrentin am Schaalsee.